# Bergaholmsstenen
Bergaholmsstenen, med signum Sö 302, är en runsten vid Bergaholmsvägen söder om Bornsjön i Salems socken och Salems kommun, Svartlösa härad, Stockholms län i Södermanland. 

## Stenen
Runstenen står i södra delen av Bergaholms gravfält. Richard Dybeck, upphovsmannen av svenska nationalsången ”Du gamla, du fria” fann stenen år 1865. Den låg då nästan omkullfallen men restes och står nu fortfarande på samma plats. Stenen har daterats till 1060-1100 efter Kristus.

## Inskriften
Translitterering av runraden:
a:ustain · lit · raisa · stain · at · þurkirþi · sistur · sina · hilbiarn at · moþur · sina
Normalisering till runsvenska:
Øystæinn let ræisa stæin at Þorgærði, systur sina, Hallbiorn at moður sina.
Översättning till nusvenska:
Östen lät resa sten efter Torgärd, sin syster, Hallbjörn efter sin moder.
En runsten var dåtidens statussymbol, därför skulle den synas av så många förbipasserande som möjligt. Platsen var väl vald, för här gick antagligen föregångaren till Göta landsväg förbi. Cirka en kilometer längre västerut längs samma gamla färdväg finns Oxelbystenen (Sö 304).

## Detaljbilder

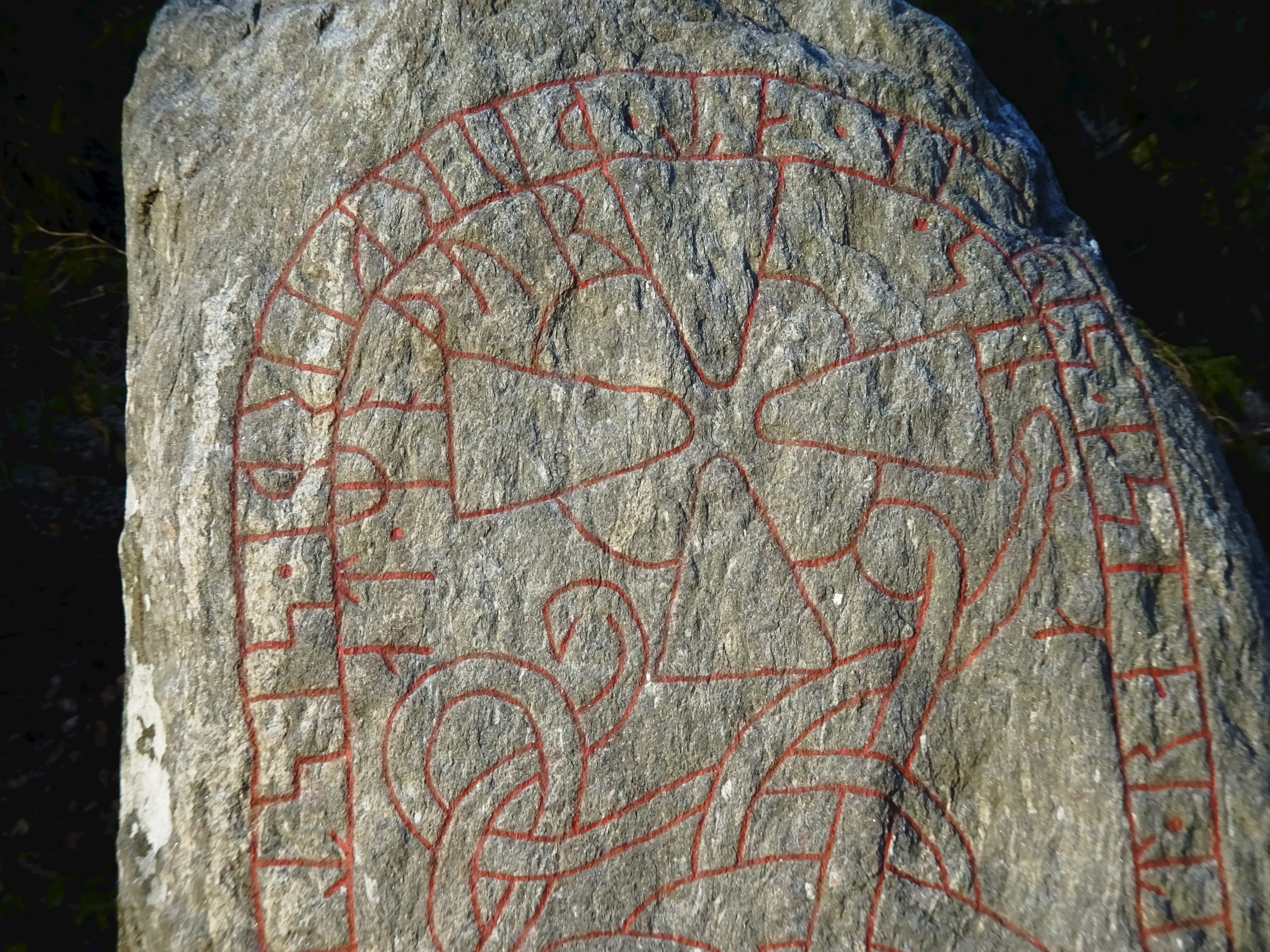
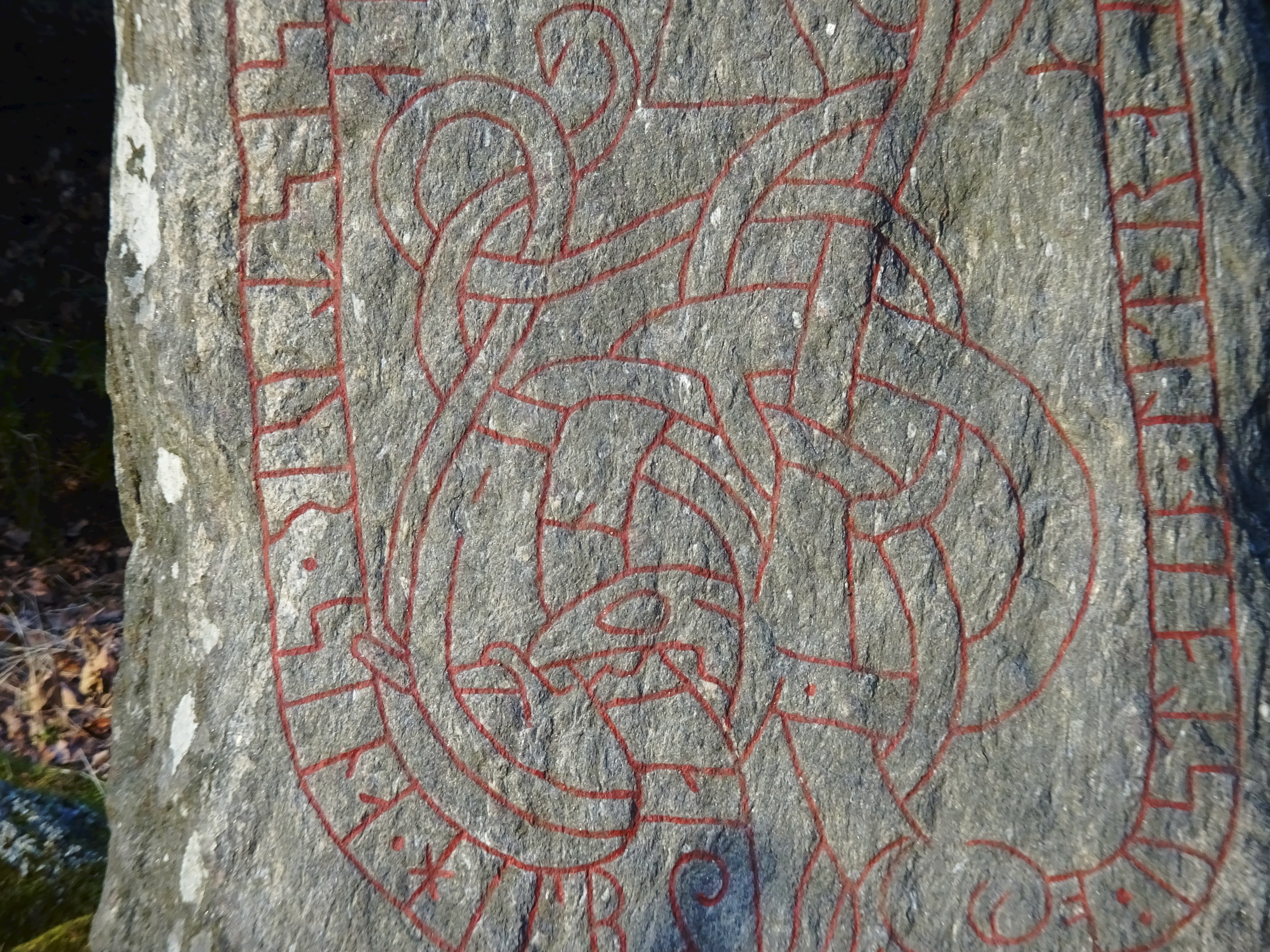